# Jahreslosung
Als Jahreslosung wird von der Ökumenischen Arbeitsgemeinschaft für Bibellesen (ÖAB) für jedes Jahr drei Jahre im Voraus ein Vers aus der Bibel ausgewählt. Die Jahreslosung für 2025 stammt aus 1. Thessalonicher 5,21 : Prüft alles und behaltet das Gute. 
Die Jahreslosung gilt vielen Christen vor allem deutscher Sprache als Leitvers für das Jahr. In Kirchen, in denen nicht liturgische Regelungen dem entgegenstehen, wird sie häufig als Predigttext für den ersten Sonntag im Jahr ausgewählt. In der jährlichen Ausgabe der Herrnhuter Losungen erscheint sie jeweils auf einer der ersten Seiten.

## Auswahlverfahren
Die Jahreslosungen werden seit 1930 veröffentlicht. Die erste Jahreslosung war von dem schwäbischen Pfarrer Otto Riethmüller, dem damaligen Vorsitzenden des Reichsverbandes weiblicher Jugend, in Absprache mit dem Dachverband der Evangelischen Jungmännerbünde, einem Vorläufer des CVJM, gewählt worden. Sie lautete: „Ich schäme mich des Evangeliums von Jesus Christus nicht“ (Röm 1,16 ). Riethmüller wollte mit den Losungen den nationalsozialistischen Parolen seiner Zeit ein Bibelwort entgegenstellen.
Seit 1969 beteiligt sich die römisch-katholische Kirche daran. Seit 1970 werden Jahreslosung, Monatssprüche und Bibellesepläne von der Ökumenischen Arbeitsgemeinschaft für Bibellesen (ÖAB) herausgegeben. Die Arbeitsgemeinschaft besteht aus 24 christlichen Dachverbänden. Neben dem Christlichen Verein Junger Menschen (CVJM) gehören auch die Vereinigung Evangelischer Freikirchen, der Jugendverband Entschieden für Christus, die Arbeitsgemeinschaft der Evangelischen Jugend, die „Gemeinsame Arbeitsstelle für Gottesdienstliche Fragen“ der Evangelischen Kirche in Deutschland (EKD) sowie die Arbeitsgemeinschaft Missionarische Dienste (AMD) beim Diakonischen Werk der EKD zur ÖAB.
Die ÖAB ist nicht auf Deutschland begrenzt; neben der Deutschen gehören auch die Schweizerische und die Österreichische Bibelgesellschaft zu den Mitgliedsverbänden.
Die Vorschläge für die Jahreslosung kommen aus den 24 Mitgliedsverbänden der ÖAB. Jeder Verband entnimmt dem aktuellen ökumenischen Bibelleseplan zwei geeignete Bibelverse, die an der Jahrestagung der Ökumenischen Arbeitsgemeinschaft für Bibellesen in vier Arbeitsgruppen diskutiert werden. Jede dieser Arbeitsgruppen legt dem Plenum schließlich zwei Vorschläge zur endgültigen Beratung vor. Am Ende dieser Beratung steht eine Einigung auf zwei Verse, die zur Abstimmung vorgelegt werden. Jahreslosung wird schließlich derjenige der beiden Verse, der die absolute Mehrheit der Stimmen erhält.
Es gab bereits mehrere Dopplungen. 1933 und 1949 wurde 2. Timotheus 1,7  sowie 1984 nach  gewählt; 1935 und 1950 aus 1. Petrus 2,5 ; 1951 und 1999 Matthäus 28,20 ; 1971 und 2015 Römer 15,7  sowie 1977 und 2001 Kolosser 2,3 .
Bis 1970 stammte die Jahreslosung immer aus der Luther-Übersetzung. 1971 wurde erstmals die Einheitsübersetzung ausgewählt. Seither wird willkürlich eine der beiden Übersetzungen verwendet, sofern sich die Übersetzungen beim ausgewählten Vers unterschieden. Bei der Jahreslosung für 2025 begründete die Ökumenische Arbeitsgemeinschaft für Bibellesen dies mit der „prägnanteren Formulierung“.

## Jahreslosungen ab 1930
Die bisher veröffentlichten Jahreslosungen ab 1930 lauten: 
| Jahr | Bibeltext | Bibelstelle              | Anmerkungen                      |
| ---- | --- | ------------------------ | -------------------------------- |
| 1930 | Ich schäme mich des Evangeliums von Christus nicht. | Römer 1,16               |                                  |
| 1931 | Dein Reich komme. | Matthäus 6,10            |                                  |
| 1932 | Singet dem Herrn ein neues Lied, denn er tut Wunder. | Psalm 98,1               |                                  |
| 1933 | Gott hat uns nicht gegeben den Geist der Furcht, sondern der Kraft und der Liebe und der Zucht. | 2. Timotheus 1,7         | auch in den Jahren 1949 und 1984 |
| 1934 | Des Herrn Wort aber bleibet in Ewigkeit. | 1. Petrus 1,25           |                                  |
| 1935 | Auch ihr als die lebendigen Steine, bauet euch zum geistlichen Hause. | 1. Petrus 2,5            | auch im Jahr 1950                |
| 1936 | Einen anderen Grund kann niemand legen außer dem, der gelegt ist, welcher ist Jesus Christus. | 1. Korinther 3,11        |                                  |
| 1937 | Du aber gehe hin und verkündige das Reich Gottes! | Lukas 9,60               |                                  |
| 1938 | Jesus Christus gestern und heute und derselbe auch in Ewigkeit. | Hebräer 13,8             |                                  |
| 1939 | Fürchte dich nicht, denn ich habe dich erlöst; ich habe dich bei deinem Namen gerufen; du bist mein. | Jesaja 43,1              |                                  |
| 1940 | Das Reich Gottes steht nicht in Worten, sondern in Kraft. | 1. Korinther 4,20        |                                  |
| 1941 | Suchet den Herrn, so werdet ihr leben! | Amos 5,6                 |                                  |
| 1942 | Also hat Gott die Welt geliebt, dass er seinen eingeborenen Sohn gab, auf dass alle, die an ihn glauben, nicht verloren werden, sondern das ewige Leben haben.                                                                 | Johannes 3,16            |                                  |
| 1943 | Der Herr ist unser Richter, der Herr ist unser Meister, der Herr ist unser König; der hilft uns! | Jesaja 33,22             |                                  |
| 1944 | Der Herr ist treu; der wird euch stärken und bewahren vor dem Argen. | 2. Thessalonicher 3,3    |                                  |
| 1945 | Lasset uns aufsehen auf Jesum, den Anfänger und Vollender des Glaubens; welcher, da er wohl hätte mögen Freude haben, erduldete das Kreuz und achtete der Schande nicht und hat sich gesetzt zur Rechten auf den Stuhl Gottes. | Hebräer 12,2             |                                  |
| 1946 | Jesus Christus spricht: „Ich bin der Weg und die Wahrheit und das Leben; niemand kommt zum Vater denn durch mich.“ | Johannes 14,6            |                                  |
| 1947 | Denn dein ist das Reich und die Kraft und die Herrlichkeit in Ewigkeit. | Matthäus 6,13            |                                  |
| 1948 | Es ist eine Stimme eines Predigers in der Wüste: „Bereitet den Weg des Herrn!“ | Markus 1,3               |                                  |
| 1949 | Gott hat uns nicht gegeben den Geist der Furcht, sondern der Kraft und der Liebe und der Zucht. | 2. Timotheus 1,7         | auch in den Jahren 1933 und 1984 |
| 1950 | Auch ihr, als die lebendigen Steine, bauet euch zum geistlichen Hause und zum heiligen Priestertum. | 1. Petrus 2,5            | auch im Jahr 1935                |
| 1951 | Siehe, ich bin bei euch alle Tage bis an der Welt Ende. | Matthäus 28,20           | auch im Jahr 1999                |
| 1952 | Dein Wort ist meines Herzens Freude und Trost; denn ich bin ja nach deinem Namen genannt. | Jeremia 15,16            |                                  |
| 1953 | Werfet euer Vertrauen nicht weg, welches eine große Belohnung hat. | Hebräer 10,35            |                                  |
| 1954 | Jesus spricht: „Ich bin das Brot des Lebens.“ | Johannes 6,35            |                                  |
| 1955 | Die Ernte ist groß, aber wenige sind der Arbeiter. Darum bittet den Herrn der Ernte, dass er Arbeiter in seine Ernte sende. | Matthäus 9,37–38         |                                  |
| 1956 | Lasset euch versöhnen mit Gott! | 2. Korinther 5,20        |                                  |
| 1957 | Was heißet ihr mich aber Herr, Herr, und tut nicht, was ich euch sage? | Lukas 6,46               |                                  |
| 1958 | So besteht nun in der Freiheit, zu der uns Christus befreit hat. | Galater 5,1              |                                  |
| 1959 | Glaubet ihr nicht, so bleibet ihr nicht. | Jesaja 7,9               |                                  |
| 1960 | Fürchte dich nicht; ich bin der erste und der Letzte und der Lebendige. | Offenbarung 1,17b        |                                  |
| 1961 | Herr, lehre uns beten. | Lukas 11,1               |                                  |
| 1962 | Bekümmert euch nicht, denn die Freude am Herrn ist eure Stärke. | Nehemia 8,10             |                                  |
| 1963 | Herr, unser Herrscher, wie herrlich ist dein Name in allen Landen. | Psalm 8,2                |                                  |
| 1964 | Wir haben einen Herrn, Jesus Christus, durch welchen alle Dinge sind und wir durch ihn. | 1. Korinther 8,6         |                                  |
| 1965 | Ihr werdet die Kraft des Heiligen Geistes empfangen und werdet meine Zeugen sein. | Apostelgeschichte 1,8    |                                  |
| 1966 | Lasset uns wahrhaftig sein in der Liebe und wachsen in allen Stücken zu dem hin, der das Haupt ist, Christus. | Epheser 4,15             |                                  |
| 1967 | Uns, Herr, wirst du Frieden schaffen; denn auch alles, was wir ausrichten, das hast du für uns getan. | Jesaja 26,12             |                                  |
| 1968 | Dienet einander, ein jeglicher mit der Gabe, die er empfangen hat. | 1. Petrus 4,10           |                                  |
| 1969 | Des Herrn Wort ist wahrhaftig, und was er zusagt, das hält er gewiss. | Psalm 33,4               |                                  |
| 1970 | Halte fest an Barmherzigkeit und Recht und hoffe stets auf deinen Gott. | Hosea 12,7               |                                  |
| 1971 | Nehmet einander an, wie Christus uns angenommen hat. | Römer 15,7               | auch im Jahr 2015                |
| 1972 | Wir verkündigen nicht uns selbst, sondern Jesus Christus als den Herrn. | 2. Korinther 4,5         |                                  |
| 1973 | Mein Geist soll unter euch bleiben. Fürchtet euch nicht. | Haggai 2,5               |                                  |
| 1974 | Ihr werdet die Wahrheit erkennen, und die Wahrheit wird euch frei machen. | Johannes 8,32            |                                  |
| 1975 | Weißt du nicht, dass Gottes Güte dich zur Umkehr treibt? | Römer 2,4                |                                  |
| 1976 | Weise mir, Herr, deinen Weg. | Psalm 86,11 =            |                                  |
| 1977 | In Jesus Christus liegen verborgen alle Schätze der Weisheit und der Erkenntnis. | Kolosser 2,3             | auch im Jahr 2001                |
| 1978 | Gott spricht: „Suchet mich, so werdet ihr leben.“ | Amos 5,4                 |                                  |
| 1979 | Gott schuf den Menschen zu seinem Bilde. | Genesis 1,27             |                                  |
| 1980 | Gott will, dass allen Menschen geholfen werde und sie zur Erkenntnis der Wahrheit kommen. | 1. Timotheus 2,4         |                                  |
| 1981 | Vergesst nicht Gutes zu tun und mit anderen zu teilen; denn an solchen Opfern hat Gott Gefallen. | Hebräer 13,16            |                                  |
| 1982 | Verlasst euch stets auf den Herrn, denn Gott, der Herr, ist ein ewiger Fels. | Jesaja 26,4              |                                  |
| 1983 | Jesus Christus spricht: „Selig sind die Friedensstifter, denn sie werden Gottes Kinder heißen.“ | Matthäus 5,9             |                                  |
| 1984 | Gott hat uns nicht einen Geist der Verzagtheit gegeben, sondern den Geist der Kraft, der Liebe und der Besonnenheit. | 2. Timotheus 1,7         | auch in den Jahren 1933 und 1949 |
| 1985 | Das Wort Christi wohne mit seinem ganzen Reichtum bei euch. | Kolosser 3,16            |                                  |
| 1986 | Ich bin der Herr, dein Gott, du sollst keine anderen Götter haben neben mir. | Deuteronomium 5,6–7      |                                  |
| 1987 | Die Gabe Gottes ist das ewige Leben in Christus Jesus, unserem Herrn. | Römer 6,23 =             |                                  |
| 1988 | Jesus Christus spricht: „Kehrt um und glaubt an das Evangelium.“ | Markus 1,15              |                                  |
| 1989 | Keinem von uns ist Gott fern. | Apostelgeschichte 17,27  |                                  |
| 1990 | Jesus Christus spricht: „Ich bin das Licht der Welt, wer mir nachfolgt, der wird nicht wandeln in der Finsternis.“ | Johannes 8,12            |                                  |
| 1991 | Die dem Herrn vertrauen, schöpfen neue Kraft. | Jesaja 40,31             |                                  |
| 1992 | Jesus Christus spricht: „In der Welt habt ihr Angst; aber seid getrost, ich habe die Welt überwunden.“ | Johannes 16,33           |                                  |
| 1993 | Man muss Gott mehr gehorchen als den Menschen. | Apostelgeschichte 5,29 = |                                  |
| 1994 | Christus ist unser Friede. | Epheser 2,14 =           |                                  |
| 1995 | Wendet euch zu mir, so werdet ihr gerettet, aller Welt Enden; denn ich bin Gott und sonst keiner. | Jesaja 45,22             |                                  |
| 1996 | Die Güte des Herrn ist’s, dass wir nicht gar aus sind, seine Barmherzigkeit hat noch kein Ende. | Klagelieder 3,22         |                                  |
| 1997 | Jesus Christus spricht: Was nützt es einem Menschen, wenn er die ganze Welt gewinnt, dabei aber sich selbst verliert und Schaden nimmt?                                                                                        | Lukas 9,25               |                                  |
| 1998 | Lebt in der Liebe, wie auch Christus uns geliebt hat. | Epheser 5,2              |                                  |
| 1999 | Jesus Christus spricht: „Siehe, ich bin bei euch alle Tage bis an der Welt Ende.“ | Matthäus 28,20           | auch im Jahr 1951                |
| 2000 | Wenn ihr mich von ganzem Herzen suchen werdet, so will ich mich von euch finden lassen. | Jeremia 29,13–14         |                                  |
| 2001 | In Jesus Christus liegen verborgen alle Schätze der Weisheit und der Erkenntnis. | Kolosser 2,3             | auch im Jahr 1977                |
| 2002 | Ja, Gott ist meine Rettung; ihm will ich vertrauen und niemals verzagen. | Jesaja 12,2              |                                  |
| 2003 | Ein Mensch sieht, was vor Augen ist; der Herr aber sieht das Herz an. | 1. Samuel 16,7           |                                  |
| 2004 | Jesus Christus spricht: „Himmel und Erde werden vergehen, aber meine Worte werden nicht vergehen.“ | Markus 13,31             |                                  |
| 2005 | Jesus Christus spricht: „Ich habe für dich gebeten, dass dein Glaube nicht aufhöre.“ | Lukas 22,32              |                                  |
| 2006 | Gott spricht: Ich lasse dich nicht fallen und verlasse dich nicht. | Josua 1,5b               |                                  |
| 2007 | Gott spricht: „Siehe, ich will ein Neues schaffen, jetzt wächst es auf, erkennt ihr’s denn nicht?“ | Jesaja 43,19a            |                                  |
| 2008 | Jesus Christus spricht: Ich lebe und ihr sollt auch leben. | Johannes 14,19           |                                  |
| 2009 | Was bei den Menschen unmöglich ist, das ist bei Gott möglich. | Lukas 18,27              |                                  |
| 2010 | Jesus Christus spricht: „Euer Herz erschrecke nicht! Glaubt an Gott und glaubt an mich!“ | Johannes 14,1            |                                  |
| 2011 | Lass dich nicht vom Bösen überwinden, sondern überwinde das Böse mit Gutem. | Römer 12,21              |                                  |
| 2012 | Jesus Christus spricht: „Meine Kraft ist in den Schwachen mächtig.“ | 2. Korinther 12,9        |                                  |
| 2013 | Wir haben hier keine bleibende Stadt, sondern die zukünftige suchen wir. | Hebräer 13,14            |                                  |
| 2014 | Gott nahe zu sein ist mein Glück. | Psalm 73,28              |                                  |
| 2015 | Nehmt einander an, wie Christus euch angenommen hat zu Gottes Lob. | Römer 15,7               | auch im Jahr 1971                |
| 2016 | Gott spricht: „Ich will euch trösten, wie einen seine Mutter tröstet.“ | Jesaja 66,13             |                                  |
| 2017 | Gott spricht: Ich schenke euch ein neues Herz und lege einen neuen Geist in euch. | Ezechiel 36,26           |                                  |
| 2018 | Gott spricht: „Ich will dem Durstigen geben von der Quelle des lebendigen Wassers umsonst.“ | Offenbarung 21,6b        |                                  |
| 2019 | Suche Frieden und jage ihm nach! | Psalm 34,15 =            |                                  |
| 2020 | Ich glaube; hilf meinem Unglauben! | Markus 9,24 =            |                                  |
| 2021 | Jesus Christus spricht: Seid barmherzig, wie auch euer Vater barmherzig ist! | Lukas 6,36 =             |                                  |
| 2022 | Jesus Christus spricht: Wer zu mir kommt, den werde ich nicht abweisen. | Johannes 6,37            |                                  |
| 2023 | Du bist ein Gott, der mich sieht. | Genesis 16,13            |                                  |
| 2024 | Alles, was ihr tut, geschehe in Liebe. | 1. Korinther 16,14       |                                  |
| 2025 | Prüft alles und behaltet das Gute. | 1. Thessalonicher 5,21   |                                  |
| 2026 | Gott spricht: Siehe, ich mache alles neu! | Offenbarung 21,5         |                                  |
| 2027 | Fürchte dich nicht, denn ich bin mit dir; hab keine Angst, denn ich bin dein Gott! | Jesaja 41,10             |                                  |
| 2028 | Nun aber bleiben Glaube, Hoffnung, Liebe, diese drei; aber die Liebe ist die größte unter ihnen. | 1. Korinther 13,13       |                                  |

## Monatssprüche
Von der Ökumenischen Arbeitsgemeinschaft für Bibellesen (ÖAB) werden zudem auch biblische Monatssprüche bestimmt, die je für den entsprechenden Monat ebenfalls aus dem ökumenischen Bibelleseplan ausgewählt werden. Der Monatsspruch gilt den Benutzern als Leitvers für einen bestimmten Monat.
Die Monatssprüche erschienen zum ersten Mal 1934. Sie gehen auf eine Idee Oskar Schnetters zurück, der zu dieser Zeit Jugendwart in Kassel war.